# Food Not Bombs
Food Not Bombs é um grupo de coletivos independentes, que servem comida vegana e vegetariana grátis a outras pessoas. A ideologia do grupo Food Not Bombs é que as prioridades de inúmeras corporações e do governo são deturpadas para permitir que a fome exista no meio da abundância. Para demonstrar isso (e reduzir os custos), uma grande quantidade da comida servida pelo grupo é excedente de alimentos de mercearias, padarias e mercados que, de outra forma, iria para o lixo. Este grupo apresenta uma forma de ativismo franqueado.

## Princípios

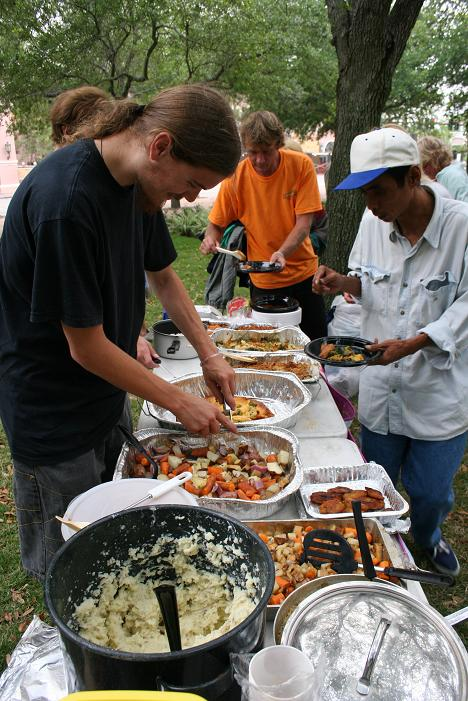
O grupo servindo refeições grátis.

Food Not Bombs é um movimento global totalmente voluntário que compartilha refeições veganas como um protesto à guerra e à pobreza. Cada membro do grupo coleta comida que seria desperdiçada pelos estabelecimentos, assim como doações de fazendeiros locais. Em seguida eles preparam a refeição comunitária que é servida de graça para qualquer um que esteja com fome. As crenças centrais do grupo são:
- Sempre vegano ou vegetarian e gratis para qualquer um.
- Cada companheiro é independente e autônomo e toma decisões usando o processo de consenso.
- Food not bombs é dedicado a não violência.

Food Not Bombs trabalha para chamar atenção para a pobreza e o desabrigo na sociedade distribuindo comida em locais públicos, facilitando o agrupamento de pessoas pobres e sem-teto.
Qualquer um que quiser cozinhar deve cozinhar, e qualquer um que quiser comer deve comer. Food Not Bombs esforça-se para incluir todos.

## Envolvimento contínuo do FNB no Movimento "Occupy Wall Street"
Grupos Food Not Bombs involveram-se fortemente no apoio aos campos de ocupação em todos os EUA. O uso de consenso, apoiando comunidades urbanas de sem-tetos, e alimentando massivamente os ocupantes através de doações são especialidades do Food Not Bombs que tem visto uma demanda acima do esperado.
Em um caso, uma cozinha do Food Not Bombs foi removida durante um confronto com a polícia durante o Occupy San Francisco em meados de outubro de 2011.
Recentemente, o co-fundador C.T. Lawrence Butler foi estimulado para voltar à cena ativista em Boston e participar do Occupy Boston.
O co-fundador Keith McHenry, que passou boa parte do ano incentivando o surgimento de campos de ocupação norte-americanos durante sua viagens, tem sido um participante entusiasta em muitos campos  mesmo quando ele lançou um novo manual do Food Not Bombs.
Há planos em execução para um Encontro Internacional do Food Not Bombs a ser realizado de 20 a 26 de agosto de 2012 em Tampa, Florida – uma semana antes da Convenção Nacional do Partido Republicano.